# Anticlea mogollonensis
Anticlea mogollonensis är en nysrotsväxtart som först beskrevs av William John Hess och Sivinski, och fick sitt nu gällande namn av Wendy Beth Zomlefer och Walter Stephen Judd. Anticlea mogollonensis ingår i släktet Anticlea och familjen nysrotsväxter. Inga underarter finns listade.

## Bildgalleri

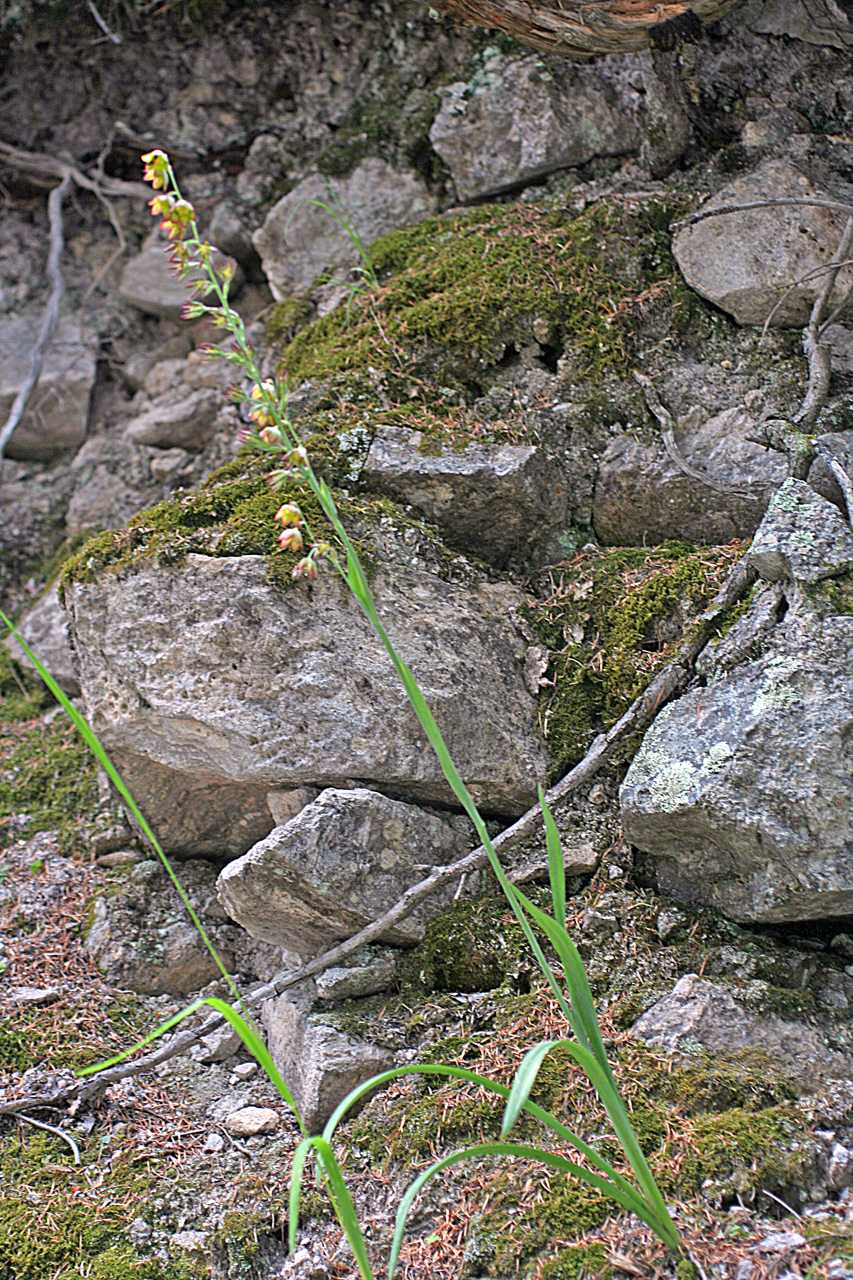